# Commanderie de Monthyon
La commanderie de Monthyon est une ancienne commanderie hospitalière des Hospitaliers de l'ordre de Saint-Jean de Jérusalem, implantée dans le bourg de Monthyon dans le département de la Seine-et-Marne, en région Île-de-France.

## Situation
La commanderie de Monthyon est située à six kilomètres au nord-ouest de la ville de Meaux, non loin de la route reliant cette ville à Paris. Elle est également située à huit kilomètres au nord-est de la commanderie templière de Choisy.
Elle est implantée à la frontière du comté de Champagne et du domaine royal.

## Histoire

### Fondation
Des lettres de 1189 de l'évêque de Meaux Simon de Lizy attestent que les Hospitaliers étaient déjà présents à Monthyon à cette époque.
En 1243, Aveline de Ru et son fils Pierre donnent aux Hospitaliers une partie de la seigneurie de Monthyon. Ceux-ci achètent le reste de la seigneurie en 1302 au chevalier Jean de Monthyon puis en 1371 à l'écuyer Jacques de Monthyon. Cette seigneurie avaient comme fiefs principaux celui de Jossigny, situé à Monthyon, et celui du Verger à Saint-Gobert.

### Dépendances
Les dépendances de la commanderie de Monthyon sont :
- maison du Plessis-du-Bois, donnée aux Hospitaliers par Renaut de Pomponne, d'où son ancien nom de Plessis-Pomponne[4] ;
- maison de Dommartin, probablement donnée par Accard Lebeuf en 1220[4] ;
- huit maisons à Meaux, dont l'Hôtel de l'Horloge sur le grand marché de Meaux et qui avait une chapelle, l'Image-Saint Jean dans la rue du Château et qui avait aussi une chapelle, la Longue Allée dans la rue Saint-Rémi, l'Hôtel de la Loge et d'autres situées rue des Poulies, rue des Vieux-Moulins et rue du Grand-Chatel. Les Hospitaliers possédaient aussi à Meaux quatre Moulins : le Moulin du Grand Prieuré de France et le Moulin de Monthyon sur le pont de Meaux, un autre du nom de Passavant et un moulin à tan sur le pont de la ville[5].

### Dissolution
Les guerres du XIVe siècle causent de grands dommages à la commanderie de Monthyon et elle est entièrement ruinée par des incursions commises par des gens d'armes venus faire le siège de Meaux. Elle est ensuite affermée contre la charge d'en relever les bâtiments et les terres.
Mais la commanderie est insuffisamment rétablie, aussi Emery d'Amboise, Grand-Prieur de France et commandeur de Choisy-le-Temple et de Monthyon, décide de la réunir à celle de Choisy-le-Temple, dont elle devient un membre.

## Commandeurs
- 1356 : Frère Jehan de Braietel
- 1358 : Frère Simon Clignet
- 1387 : Le chevalier Adam Boulard, Grand-Prieur
- 1409 : Frère Pierre de Provins
- 1412 : Frère Jehan de Berneville
- 1424 : Frère Henri Loup, infirmier de Rhodes
- 1456 : Frère Jehan de Francières
- 1473 : Frère Jehan de Chailly
- 1495 : Le chevalier Emery d'Amboise, Grand-Prieur